# Schlägerloft

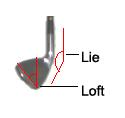
Graphische Darstellung des Lofts

Der Loft beschreibt den Neigungswinkel der Schlagfläche eines Golfschlägers relativ zu einer vertikalen Schlagfläche. Er wird mit einem Lot gemessen und in Grad bezeichnet. Der Loft eines Schlägers beeinflusst die Höhe der Flugbahn des Golfballs und damit die Weite. Andere Winkel am Schlägerkopf sind der Lie, der Bounce und der Offset.
Es gibt keinen Industrie-Standard für den Loft, der bestimmte Gradzahlen vorschreibt, sodass die Schlägerhersteller mit unterschiedlichen Systemen aufwarten. Schlägersätze für Anfänger haben oft niedrigere Loftwinkel als die für bessere Spieler, dazu gibt es gelegentlich Unterschiede zwischen Damen- und Herrenschlägern.

## Einfluss im Spiel
Folgende Spieleinflüsse hat der Schlägerloft auf den Golfschlag:
- Je größer der Loft, desto höher fliegt der Golfball.
- Je größer der Loft, desto mehr Backspin hat der Golfball.
- Je größer der Loft, desto einfacher ist es dem Golfball Seitendrall mitzugeben. Ist beispielsweise beim Abschlag eine starke Kurve gewünscht, so kann man diese mit einem Holz 3 leichter schlagen als mit einem Driver.
- Je kleiner der Loft, desto weiter kann der Golfball geschlagen werden, wobei Putter und Driver eine Ausnahme bilden.

## Schlägersatz mit durchschnittlichen Lofts
- Holz 1: 9,0°-13° („Driver“)
- Holz 3: 15°
- Holz 4: 17°
- Holz 5: 19°
- Eisen 4: 24°
- Eisen 5: 27°
- Eisen 6: 31°
- Eisen 7: 35°
- Eisen 8: 39°
- Eisen 9: 44°
- Pitching Wedge: 46°-48°
- Gap Wedge: 50°-52
- Sand Wedge: 54°-56°
- Lob Wedge: 58°-60°
- Putter: 3°-5°
- Chipper: (38-41)
- Hybrid (Rescue): 21°-25°; selten ab 14°und -34°

## Weitere Schläger
- Holz 2: 13,5° (heute unüblich)
- Holz 7: 22°
- außerdem noch Holz 9, Holz 11 (mit um je ca. 4° ansteigenden Lofts)
- Eisen 1: 16° (wird nicht mehr produziert bzw. gespielt)
- Eisen 2: 18° (heute sehr unüblich)
- Eisen 3: 21° (selten von sehr guten Spielern genutzt)
- Loft-Wedge: 64° (für enge Golfplätze mit viel Hanglage)

## Holz 1/Driver
Da der Driver der einzige Schläger ist, der den Ball in einer Aufwärtsbewegung treffen soll, ist dessen Loft gesondert zu  betrachten. Viele Golfspieler verwenden einen Driver, welcher den falschen Loft aufweist, um die optimale Schlagweite zu erzielen. Der optimale Loft ist von der Schwunggeschwindigkeit abhängig, welche beim Driver zwischen 60 mph und 110 mph liegt. Durchschnittliche Spieler mit einer Schwunggeschwindigkeit zwischen 80 und 93 mph und einer leichten Aufwärtsbewegung im Treffmoment haben mit 13° Loft die größte Schlagweite.
| Schwunggeschwindigkeit | Driver-Loft | Auslasswinkel | Schlagweite Carry |
| ---------------------- | ----------- | ------------- | ----------------- |
| 80 mph                 | 9           | 10,5          | 174 yard          |
|                        | 11          | 12,1          | 181 yard          |
|                        | 13          | 13,7          | 185 yard          |
| 90 mph                 | 9           | 10,5          | 206 yard          |
|                        | 11          | 12,1          | 211 yard          |
|                        | 13          | 13,7          | 213 yard          |
| 100 mph                | 8           | 9,6           | 231 yard          |
|                        | 9           | 10,5          | 234 yard          |
|                        | 10          | 12,1          | 236 yard          |

## Unschärfen
Die Herstellung von Golfschlägern ist mit Ungenauigkeiten behaftet, welche beim Schlägerloft etwa 1° Toleranz bewirkt. Sofern innerhalb eines Schlägersatzes ein Eisen einen Ausreißer nach oben und das darauffolgende einen Ausreißer nach unten aufweist, besteht zwischen den beiden Schlägern kein merklicher Unterschied mehr. Bei einem neuen Schlägersatz ist es ratsam, die Loftwinkel zu überprüfen. Auch können Loftwinkel sich durch jahrelanges Spiel mit den Eisen verstellen, wenn beispielsweise der Spieler regelmäßig große Divots mitnimmt. Eine Korrektur von Loftwinkeln ist bei geschmiedeten Eisen problemlos möglich.

## Delofting im historischen Kontext
Die Schlägerhersteller reduzierten in den vergangenen 50 Jahren zunehmend den Schlägerloft, um größere Schlagweiten zu ermöglichen. Etwa 75 % der Ballgeschwindigkeit sind vom Loftwinkel abhängig, während die übrigen 25 % von der Schlägerlänge abhängen. Während in den 60er Jahren das Pitching-Wedge etwa 52° Loft hatte, hat es inzwischen etwa 45°, eine Loftverschiebung von 7°. Hieraus resultierte das Gap-Wedge, ein Schläger, der die Lücke im oberen Loftbereich füllt. Auch die mangelnde Spielbarkeit der langen Eisen liegt hierin begründet. Ein Eisen 3 hatte ursprünglich 23° und war für Amateure noch spielbar.

## Variabilität
Seit 2013 werden Schläger angeboten, deren Loft-Winkel um etwa 1° nach oben und unten verstellt werden kann. Dies betrifft nur die längeren Schläger wie Driver, Fairwayhölzer und Hybride. Hierfür wird eine Schraube unter dem Golfschläger gelöst und der Schaft auf die gewünschte Loft-Markierung gedreht. Dies darf nicht während eines Turniers geschehen, da das Regelwerk eine Änderung der Ausrüstung während des Spiels nicht zulässt.